# Elezioni per l'Assemblea dell'Irlanda del Nord del 2016
Le elezioni per l'Assemblea dell'Irlanda del Nord si tennero il 5 maggio 2016; si trattò della quinta elezione fin dall'istituzione dell'Assemblea, nel 1998. Gli aventi diritto al voto erano 1.281.595, con un incremento del 5,9% rispetto alle precedenti elezioni del 2011. L'affluenza si attestò al 54,9%, un diminuzione di meno dell'1% rispetto alle precedenti elezioni, ma con un calo del 15% rispetto alla prima elezione dell'Assemblea nel 1998.
Come alle elezioni del 2007 e 2011, il Partito Unionista Democratico (DUP) e Sinn Féin ottennero la maggioranza dei seggi, con i 38 seggi andati al DUP e i 28 assegnati a Sinn Féin, sui 108 dell'Assemblea. Il Partito Unionista dell'Ulster (UUP) conquistò 16 seggi, il Partito Social Democratico e Laburista 12 e il Partito dell'Alleanza dell'Irlanda del Nord 8, mentre due seggi vennero ottenuti dal Partito Verde e da Alleanza Popolo Prima del Profitto. La Voce Tradizionale Unionista e un candidato indipendente ottennero ciascuno un seggio.

## Risultati
| Partito | Partito                    | Leader           | Candidati | Seggi ottenuti | Variazione | Voti (1° pref.) | % voti (1° pref.) | Variazione | Seggi al governo | Variazione |
| ------- | -------------------------- | ---------------- | --------- | -------------- | ---------- | --------------- | ----------------- | ---------- | ---------------- | ---------- |
|         | DUP                        | Arlene Foster    | 44        | 38             | 0          | 202.567         | 29,18%            | 0,8%       | 5                | 1          |
|         | Sinn Féin                  | Gerry Adams      | 39        | 28             | 1          | 166.785         | 24,02%            | 2,9%       | 4                | 1          |
|         | UUP                        | Mike Nesbitt     | 33        | 16             | 0          | 87.302          | 12,57%            | 0,6%       | 0                | 1          |
|         | SDLP                       | Colum Eastwood   | 24        | 12             | 2          | 83.368          | 12,01%            | 2,2%       | 0                | 1          |
|         | Alliance                   | David Ford       | 23        | 8              | 0          | 48.447          | 6,98%             | 0,7%       | 0                | 1          |
|         | TUV                        | Jim Allister     | 15        | 1              | 0          | 23.776          | 3,42%             | 1,0%       | 0                | 0          |
|         | Verdi                      | Steven Agnew     | 18        | 2              | 1          | 18.718          | 2,70%             | 1,8%       | 0                | 0          |
|         | PBPA                       | Eamonn McCann    | 2         | 2              | 2          | 13.761          | 1,98%             | 1,2%       | 0                | 0          |
|         | UKIP                       | Nigel Farage     | 13        | —              | 0          | 10.109          | 1,46%             | 0,8%       | 0                | 0          |
|         | PUP                        | Billy Hutchinson | 6         | —              | 0          | 5.955           | 0,86%             | 0,3%       | 0                | 0          |
|         | Conservatori               | David Cameron    | 12        | —              | 0          | 2.554           | 0,37%             | —          | 0                | 0          |
|         | CISTA                      | Paul Birch       | 4         | —              | 0          | 2.510           | 0,36%             | —          | 0                | 0          |
|         | Alternativa Laburista      | Owen McCracken   | 3         | —              | 0          | 1.939           | 0,28%             | —          | 0                | 0          |
|         | NI Lab.                    | Kathryn Johnston | 8         | —              | 0          | 1.577           | 0,23%             | —          | 0                | 0          |
|         | Lavoratori                 | John Lowry       | 4         | —              | 0          | 1.565           | 0,23%             | —          | 0                | 0          |
|         | Unionisti di South Belfast | William Dickson  | 1         | —              | 0          | 351             | 0,05%             | —          | 0                | 0          |
|         | Animal Welfare             | Vanessa Hudson   | 1         | —              | 0          | 224             | 0,03%             | —          | 0                | 0          |
|         | Democracy First            | Frazer McCammond | 1         | —              | 0          | 124             | 0,02%             | —          | 0                | 0          |
|         | Northern Ireland First     | Geoff Dowey      | 1         | —              | 0          | 32              | 0,00%             | —          | 0                | 0          |
|         | Indipendenti               | -                |           | 1              | 0          | 22.650          | 3,26%             | 0,9%       | 1                | 1          |
|         | TOTALE                     |                  |           | 108            |            | 703.744         |                   |            | 10               |            |